# Yanko Rusev
Yanko Rusev, född 1 december 1958 i Ivanski, är en bulgarisk före detta tyngdlyftare.
Rusev blev olympisk guldmedaljör i 67,5-kilosklassen i tyngdlyftning vid sommarspelen 1980 i Moskva.